# Liste der Bodendenkmäler in Wittelshofen
Auf dieser Seite sind die Bodendenkmäler in der mittelfränkischen Gemeinde Wittelshofen zusammengestellt. Diese Tabelle ist eine Teilliste der Liste der Bodendenkmäler in Bayern. Grundlage ist die Bayerische Denkmalliste, die auf Basis des Bayerischen Denkmalschutzgesetzes vom 1. Oktober 1973 erstmals erstellt wurde und seither durch das Bayerische Landesamt für Denkmalpflege geführt wird. Die folgenden Angaben ersetzen nicht die rechtsverbindliche Auskunft der Denkmalschutzbehörde.

## Bodendenkmäler der Gemeinde Wittelshofen

### Bodendenkmäler in der Gemarkung Dühren
| Lage              | Objekt | Akten-Nr.     | Bild |
| ----------------- | --- | ------------- | ---- |
| Dühren (Standort) | Wachtposten WP 13/24 des raetischen Limes.                                                                                 | D-5-6928-0023 |      |
| Dühren (Standort) | Wachtposten WP 13/25 des raetischen Limes.                                                                                 | D-5-6928-0024 |      |
| Dühren (Standort) | Teilstrecke des raetischen Limes.                                                                                          | D-5-6928-0025 |      |
| Dühren (Standort) | Wachtposten WP 13/21 des raetischen Limes.                                                                                 | D-5-6928-0026 |      |
| Dühren (Standort) | Wachtposten WP 13/22 des raetischen Limes.                                                                                 | D-5-6928-0027 |      |
| Dühren (Standort) | Wachtposten WP 13/23 des raetischen Limes.                                                                                 | D-5-6928-0028 |      |
| Dühren (Standort) | Brandgräber der Urnenfelderzeit.                                                                                           | D-5-6928-0029 |      |
| Dühren (Standort) | Freilandstation des Mesolithikums, Siedlungsfunde des Neolithikums, Brandgräber vor- und frühgeschichtlicher Zeitstellung. | D-5-6928-0030 |      |
| Dühren (Standort) | Mittelalterliche und frühneuzeitliche Befunde im Bereich der evangelisch-lutherischen Filialkirche, ehemals St. Michael.   | D-5-6928-0196 |      |
| Dühren (Standort) | Wachtposten WP 13/26 des raetischen Limes.                                                                                 | D-5-6929-0113 |      |

### Bodendenkmäler in der Gemarkung Illenschwang
| Lage                    | Objekt | Akten-Nr.     | Bild |
| ----------------------- | --- | ------------- | ---- |
| Illenschwang (Standort) | Burgstall des Mittelalters. | D-5-6928-0100 |      |
| Illenschwang (Standort) | Grabhügel mit Bestattungen der Hallstattzeit. | D-5-6928-0101 |      |
| Illenschwang (Standort) | Freilandstation des Mesolithikums. | D-5-6928-0102 |      |
| Illenschwang (Standort) | Freilandstation des Mesolithikums sowie Siedlung der Metallzeiten, ferner Wüstung des hohen Mittelalters. | D-5-6928-0103 |      |
| Illenschwang (Standort) | Bestattungsplatz vorgeschichtlicher Zeitstellung mit Grabhügeln. | D-5-6928-0127 |      |
| Illenschwang (Standort) | Grabhügel mit Bestattungen vorgeschichtlicher Zeitstellung. | D-5-6928-0128 |      |
| Illenschwang (Standort) | Archäologische Befunde im Bereich der mittelalterlichen und frühneuzeitlichen evangelisch-lutherischen Pfarrkirche in Illenschwang, ehemals St. Andreas, einschließlich umfriedetem Kirchhof mit Körpergräbern. | D-5-6928-0199 |      |

### Bodendenkmäler in der Gemarkung Obermichelbach
| Lage                      | Objekt | Akten-Nr.     | Bild |
| ------------------------- | --- | ------------- | ---- |
| Obermichelbach (Standort) | Siedlung der Steinzeiten. | D-5-6928-0095 |      |
| Obermichelbach (Standort) | Siedlung des Neolithikums. | D-5-6928-0136 |      |
| Obermichelbach (Standort) | Mittelalterliche und frühneuzeitliche Befunde im Bereich der evangelisch-lutherischen Pfarrkirche, ehemals St. Michael, sowie Friedhof des Mittelalters und der frühen Neuzeit. | D-5-6928-0201 |      |

### Bodendenkmäler in der Gemarkung Untermichelbach
| Lage                       | Objekt | Akten-Nr.     | Bild |
| -------------------------- | --- | ------------- | ---- |
| Untermichelbach (Standort) | Teilstrecke des raetischen Limes.                                                                                        | D-5-6928-0106 |      |
| Untermichelbach (Standort) | Wachtposten WP 13/17 des raetischen Limes.                                                                               | D-5-6928-0107 |      |
| Untermichelbach (Standort) | Wachtposten WP 13/18 des raetischen Limes.                                                                               | D-5-6928-0108 |      |
| Untermichelbach (Standort) | Wachtposten WP 13/19 des raetischen Limes.                                                                               | D-5-6928-0109 |      |
| Untermichelbach (Standort) | Wachtposten WP 13/20 des raetischen Limes.                                                                               | D-5-6928-0110 |      |
| Untermichelbach (Standort) | Mittelalterlicher Burgstall.                                                                                             | D-5-6928-0131 |      |
| Untermichelbach (Standort) | Grabhügel vorgeschichtlicher Zeitstellung.                                                                               | D-5-6928-0134 |      |
| Untermichelbach (Standort) | Siedlung vor- und frühgeschichtlicher Zeitstellung.                                                                      | D-5-6928-0148 |      |
| Untermichelbach (Standort) | Mittelalterliche und frühneuzeitliche Befunde im Bereich der evangelisch-lutherischen Pfarrkirche, ehemals St. Leonhard. | D-5-6928-0203 |      |

### Bodendenkmäler in der Gemarkung Wilburgstetten
| Lage                      | Objekt                             | Akten-Nr.     | Bild |
| ------------------------- | ---------------------------------- | ------------- | ---- |
| Wilburgstetten (Standort) | Freilandstation des Mesolithikums. | D-5-6928-0093 |      |

### Bodendenkmäler in der Gemarkung Wittelshofen
| Lage                    | Objekt | Akten-Nr.     | Bild |
| ----------------------- | --- | ------------- | ---- |
| Wittelshofen (Standort) | Römisches Kastell. | D-5-6928-0079 |      |
| Wittelshofen (Standort) | Mittelalterlicher Burgstall.                                                                                           | D-5-6928-0097 |      |
| Wittelshofen (Standort) | Teilstrecke des raetischen Limes.                                                                                      | D-5-6928-0098 |      |
| Wittelshofen (Standort) | Wachtposten WP 13/16 des raetischen Limes.                                                                             | D-5-6928-0099 |      |
| Wittelshofen (Standort) | Siedlung der Frühbronzezeit.                                                                                           | D-5-6928-0115 |      |
| Wittelshofen (Standort) | Siedlung der Steinzeiten.                                                                                              | D-5-6928-0116 |      |
| Wittelshofen (Standort) | Siedlung vor- und frühgeschichtlicher Zeitstellung.                                                                    | D-5-6928-0118 |      |
| Wittelshofen (Standort) | Siedlung vor- und frühgeschichtlicher Zeitstellung oder des Mittelalters/Frühe Neuzeit.                                | D-5-6928-0119 |      |
| Wittelshofen (Standort) | Siedlung vor- und frühgeschichtlicher Zeitstellung.                                                                    | D-5-6928-0146 |      |
| Wittelshofen (Standort) | Mittelalterliche und frühneuzeitliche Befunde im Bereich der evangelisch-lutherischen Pfarrkirche, ehemals St. Martin. | D-5-6928-0194 |      |

### Bodendenkmäler in der Gemarkung Wörnitzhofen
| Lage                    | Objekt                            | Akten-Nr.     | Bild |
| ----------------------- | --------------------------------- | ------------- | ---- |
| Wörnitzhofen (Standort) | Teilstrecke des raetischen Limes. | D-5-6928-0112 |      |